# Olimpiai bajnok röplabdázók listája

Az alábbiakban a nyári olimpiák röplabda bajnoki dobogósait ismertetjük (terem-  és strandröplabda).

## Teremröplabda

### Férfiak
| Év, helyszín        | Olimpiai bajnok           | Olimpiai bajnok | Ezüstérmes                     | Ezüstérmes    | Bronzérmes                | Bronzérmes    |
| 1964 Tokió          | Szovjetunió               | Szovjetunió     | Csehszlovákia                  | Csehszlovákia | Japán                     | Japán         |
| 1968 Mexikóváros    | Szovjetunió               | Szovjetunió     | Japán                          | Japán         | Csehszlovákia             | Csehszlovákia |
| 1972 München        | Japán                     | Japán           | Német Demokratikus Köztársaság | NDK           | Szovjetunió               | Szovjetunió   |
| 1976 Montréal       | Lengyelország             | Lengyelország   | Szovjetunió                    | Szovjetunió   | Kuba                      | Kuba          |
| 1980 Moszkva        | Szovjetunió               | Szovjetunió     | Bulgária                       | Bulgária      | Kuba                      | Kuba          |
| 1984 Los Angeles    | Amerikai Egyesült Államok | USA             | Brazília                       | Brazília      | Olaszország               | Olaszország   |
| 1988 Szöul          | Amerikai Egyesült Államok | USA             | Szovjetunió                    | Szovjetunió   | Argentína                 | Argentína     |
| 1992 Barcelona      | Brazília                  | Brazília        | Hollandia                      | Hollandia     | Amerikai Egyesült Államok | USA           |
| 1996 Atlanta        | Hollandia                 | Hollandia       | Olaszország                    | Olaszország   | Jugoszlávia               | Jugoszlávia   |
| 2000 Sydney         | Jugoszlávia               | Jugoszlávia     | Oroszország                    | Oroszország   | Olaszország               | Olaszország   |
| 2004 Athén          | Brazília                  | Brazília        | Olaszország                    | Olaszország   | Oroszország               | Oroszország   |
| 2008 Peking         | Amerikai Egyesült Államok | USA             | Brazília                       | Brazília      | Oroszország               | Oroszország   |
| 2012 London         |                           |                 |                                |               |                           |               |
| 2016 Rio de Janeiro |                           |                 |                                |               |                           |               |

### Nők
| Év, helyszín        | Olimpiai bajnok | Olimpiai bajnok | Ezüstérmes                     | Ezüstérmes  | Bronzérmes                           | Bronzérmes    |
| 1964 Tokió          | Japán           | Japán           | Szovjetunió                    | Szovjetunió | Lengyelország                        | Lengyelország |
| 1968 Mexikóváros    | Szovjetunió     | Szovjetunió     | Japán                          | Japán       | Lengyelország                        | Lengyelország |
| 1972 München        | Szovjetunió     | Szovjetunió     | Japán                          | Japán       | Koreai Népi Demokratikus Köztársaság | Észak-Korea   |
| 1976 Montréal       | Japán           | Japán           | Szovjetunió                    | Szovjetunió | Koreai Köztársaság                   | Dél-Korea     |
| 1980 Moszkva        | Szovjetunió     | Szovjetunió     | Német Demokratukus Köztársaság | NDK         | Bulgária                             | Bulgária      |
| 1984 Los Angeles    | Kína            | Kína            | Amerikai Egyesült Államok      | USA         | Japán                                | Japán         |
| 1988 Szöul          | Szovjetunió     | Szovjetunió     | Peru                           | Peru        | Kína                                 | Kína          |
| 1992 Barcelona      | Kuba            | Kuba            | Független Államok Közössége    | FÁK         | Amerikai Egyesült Államok            | USA           |
| 1996 Atlanta        | Kuba            | Kuba            | Kína                           | Kína        | Brazília                             | Brazília      |
| 2000 Sydney         | Kuba            | Kuba            | Oroszország                    | Oroszország | Brazília                             | Brazília      |
| 2004 Athén          | Kína            | Kína            | Oroszország                    | Oroszország | Kuba                                 | Kuba          |
| 2008 Peking         | Brazília        | Brazília        | Amerikai Egyesült Államok      | USA         | Kína                                 | Kína          |
| 2012 London         |                 |                 |                                |             |                                      |               |
| 2016 Rio de Janeiro |                 |                 |                                |             |                                      |               |

## Strandröplabda

### Férfiak
| Év, helyszín        | Olimpiai bajnok               | Olimpiai bajnok | Ezüstérmes                     | Ezüstérmes    | Bronzérmes                     | Bronzérmes  |
| 1996 Atlanta        | Charles Kiraly, Kent Steffes  | USA             | Michael Dodd, Mike Whitmarsh   | USA           | John Child, Mark Heese         | Kanada      |
| 2000 Sydney         | Dain Blanton, Eric Fonoimoana | USA             | Zé Marco, Ricardo Santos       | Brazília      | Jörg Ahmann, Axel Hager        | Németország |
| 2004 Athén          | Ricardo Santos, Emanuel Rego  | Brazília        | Javier Bosma, Pablo Herrera    | Spanyolország | Patrick Heuscher, Stefan Kobel | Svájc       |
| 2008 Peking         | Todd Rogers, Phil Dalhausser  | USA             | Marcio Araujo, Fábio Magalhăes | Brazília      | Ricardo Santos, Emanuel Rego   | Brazília    |
| 2012 London         |                               |                 |                                |               |                                |             |
| 2016 Rio de Janeiro |                               |                 |                                |               |                                |             |

### Nők
| Év, helyszín        | Olimpiai bajnok                | Olimpiai bajnok | Ezüstérmes                       | Ezüstérmes | Bronzérmes                    | Bronzérmes |
| 1996 Atlanta        | Sandra Pires, Jackie Silva     | Brazília        | Monica Rodrigues, Adriana Samuel | Brazília   | Natalie Cook, Kerri Pottharst | Ausztrália |
| 2000 Sydney         | Natalie Cook, Kerri Pottharst  | Ausztrália      | Adriana Behar, Shelda Bede       | Brazília   | Sandra Pires, Adriana Samuel  | Brazília   |
| 2004 Athén          | Kerri Walsh, Misty May         | USA             | Adriana Behar, Shelda Bede       | Brazília   | Holly McPeak, Elaine Youngs   | USA        |
| 2008 Peking         | Kerri Walsh, Misty May-Treanor | USA             | Tian Jia, Wang Jie               | Kína       | Xue Chen, Zhang Xi            | Kína       |
| 2012 London         |                                |                 |                                  |            |                               |            |
| 2016 Rio de Janeiro |                                |                 |                                  |            |                               |            |